# Casa de Pavlov
A Casa de Pavlov (russo: дом Павлова—dom Pavlova) foi um edifício de apartamentos fortificado em Stalingrado defendidos pelo Exército Vermelho contra uma ofensiva da Wehrmacht durante a Batalha de Stalingrado, no contexto da Segunda Guerra Mundial. O cerco durou de 27 de setembro a 25 de novembro de 1942 e, eventualmente, foi aliviado pelas forças soviéticas. Recebeu o nome do sargento Yakov Pavlov que, comandando um pequeno destacamento de soldados, a defendeu por dois meses dos ataques alemães durante a longa e sangrenta batalha na cidade.

## A fortaleza

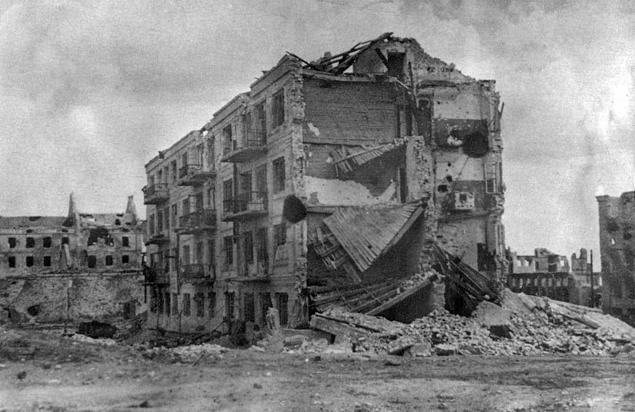
A 'Casa de Pavlov' semidestruída após os combates em Stalingrado.

A 'casa' era um edifício de quatro andares em frente a uma das principais praças no centro da cidade, construído paralelamente ao rio Volga e que foi atacado pelos invasores alemães em setembro de 1942, durante a invasão nazista de Stalingrado. Um pelotão da 13ª Divisão de Guardas de Rifle, comandando pelo sargento Pavlov, em comando substituindo seu superior ferido, recebeu a ordem de ocupá-lo e defendê-lo. Eles tiveram sucesso na defesa do edifício sozinhos por vários dias, apesar de sobrarem apenas quatro do pelotão original. Quando os reforços chegaram, os sobreviventes foram equipados com metralhadoras, morteiros e armas antitanques.
Agora uma guarnição melhor armada e com um total de 25 homens, eles cercaram a construção com arame farpado e minas terrestres, montando as metralhadoras e demais armas pesadas nas janelas do prédio. Para melhor comunicação interna e recebimento de munição e suprimentos, eles abriram buracos nas paredes e no chão entre o porão e os andares mais altos e cavaram longas trincheiras entre o prédio e as posições soviéticas fora do edifício. Os suprimentos eram trazidos por essas trincheiras e por botes através do Volga, desafiando os bombardeios aéreos e a artilharia alemã.
Mesmo assim, os defensores nunca tiveram água e comida em quantidade suficiente. Sem camas, os defensores tentavam dormir em isolamentos de lã arrancados de pipas e canos, enquanto os alemães atiravam no edifício dia e noite. Os atacantes tentavam tomar o prédio várias vezes por dia e cada vez que os soldados e os tanques tentavam cruzar a praça e se aproximar da construção, ficavam sob o fogo pesado dos homens de Pavlov, entrincheirados no porão, no telhado e nas janelas do edifício. Deixando na praça dezenas de corpos e armas destruídas, os alemães recuavam ataque após ataque.
A luta durou dois meses, de 23 de setembro a 25 de novembro de 1942, entre os soldados entrincheirados, apoiados por civis que já então se escondiam e viviam no prédio e as tropas de infantaria, artilharia e blindados alemães, até serem liberados e terem o cerco levantado pela contra-ofensiva soviética sobre a cidade.

## Simbolismo

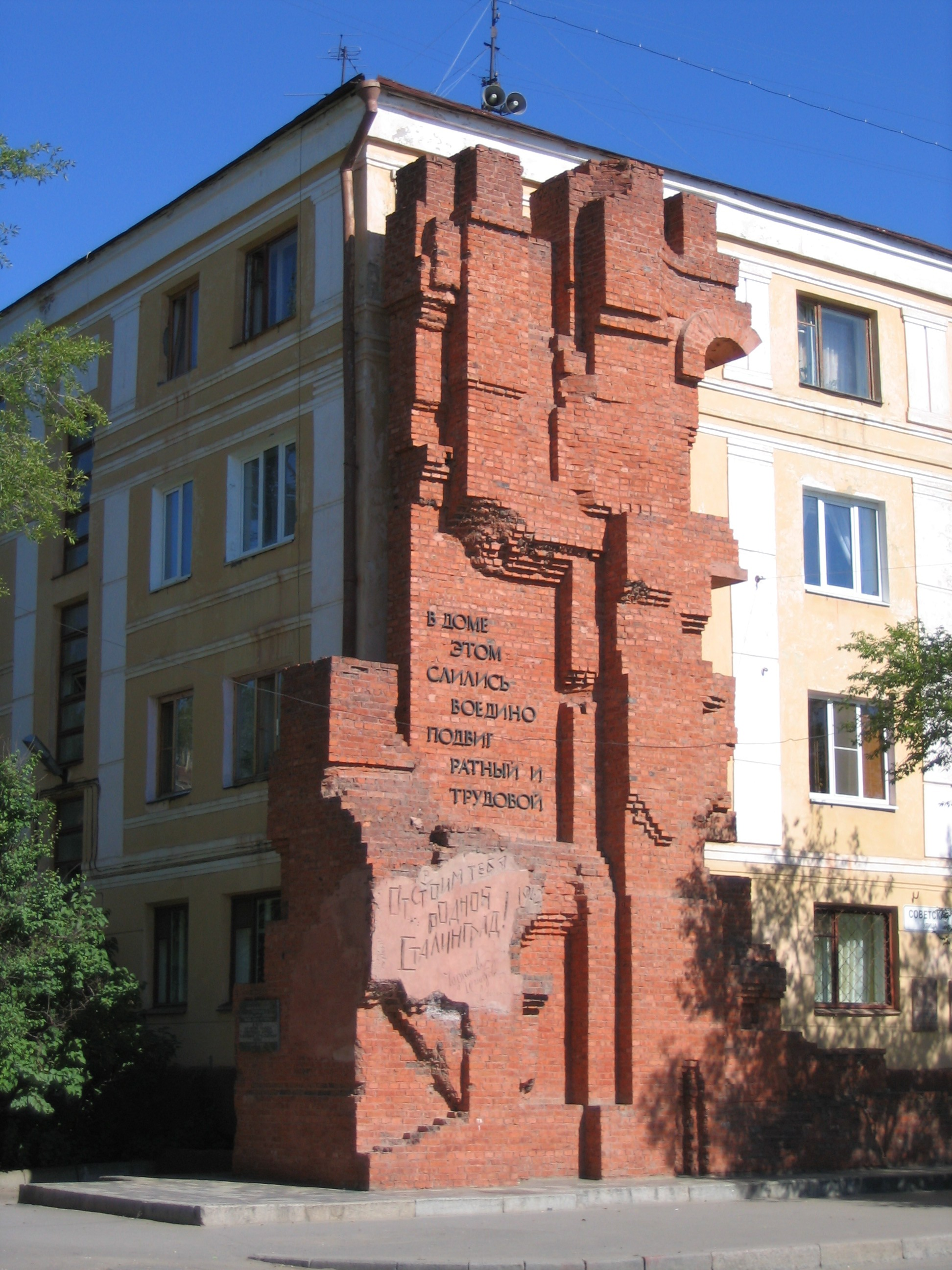
A Casa de Pavlov em seu estado atual. Na inscrição no memorial lê-se: "Nesta construção uniram-se feitos heróicos de guerra e de trabalho. Nós iremos defender / reconstruir você, querida Stalingrado!"

A Casa de Pavlov tornou-se um símbolo da indomável resistência dos soviéticos na Batalha de Stalingrado e na Grande Guerra Patriótica, como eles chamam a luta travada entre a URSS e a Alemanha nazista durante a Segunda Guerra Mundial. Ela se levanta principalmente porque os alemães até então haviam conquistado cidades e países inteiros no curso de semanas, durante a guerra mas foram incapazes, por dois meses inteiros, de capturar um simples edifício semi-destruído, defendido a maioria do tempo por apenas duas dezenas de soldados decididos. Nos mapas de guerra alemães em Stalingrado, o prédio era marcado como 'fortaleza'.
A casa foi reconstruída depois da batalha e ainda é usada como um prédio de apartamentos atualmente. Há um memorial anexo no lado leste em direção ao rio Volga construído com tijolos retirados depois da batalha.
Yakov Pavlov foi condecorado com o título de Herói da União Soviética por sua bravura e o general Vassili Chuikov, comandante das forças soviéticas em Stalingrado, mais tarde declarou, de maneira um tanto jocosa, que os homens de Pavlov haviam matado mais nazistas em Stalingrado do que estes haviam perdido de soldados na tomada de Paris.